# Cyranorhis bergeraci
Cyranorhis bergeraci è un pesce osseo estinto, appartenente ai paleonisciformi. Visse nel Carbonifero inferiore (circa 320 - 318 milioni di anni fa) e i suoi resti fossili sono stati ritrovati in Nordamerica.

## Descrizione
Questo pesce possedeva un corpo slanciato e fusiforme, lungo una quindicina di centimetri. L'aspetto più curioso di Cyranorhis era dato dal muso dotato di una escrescenza ossea particolarmente sviluppata, simile a un naso (da qui il nome che richiama Cyrano de Bergerac). Oltre a questa caratteristica, Cyranorhis era caratterizzato da pinne pettorali dotate di un lobo con grandi scaglie alla base, e da una pinna caudale fornita di due lobi pressoché uguali, fatto insolito tra i paleonisciformi. Altre caratteristiche comprendevano la presenza di spesse ossa sclerotiche, la mascella lunga e bassa e la presenza di un osso golare laterale accessorio su ogni lato del golare mediano.

## Classificazione
Cyranorhis venne descritto per la prima volta nel 1997, sulla base di resti fossili rinvenuti nel famoso giacimento di Bear Gulch in Montana. Cyranorhis bergeraci è un rappresentante dei paleonisciformi, un gruppo di pesci attinotterigi arcaici, spesso considerato parafiletico. In particolare, Cyranorhis è ascritto alla famiglia Rhadinichthyidae, comprendente forme caratterizzate, tra le altre cose, da un muso prominente e da tre infraorbitali, l'ultimo dei quali a forma di T e in contatto con l'osso nasale. Un altro radinittide rinvenuto nel medesimo giacimento è Wendyichthys.